# Slatina (ort i Tjeckien, Ústí nad Labem)
Slatina är en ort i Tjeckien.   Den ligger i regionen Ústí nad Labem, i den nordvästra delen av landet, 50 km nordväst om huvudstaden Prag. Slatina ligger 179 meter över havet och antalet invånare är 216.
Terrängen runt Slatina är platt åt sydost, men åt nordväst är den kuperad. Runt Slatina är det ganska glesbefolkat, med 42 invånare per kvadratkilometer. Närmaste större samhälle är Litoměřice, 13,2 km nordost om Slatina. Trakten runt Slatina består till största delen av jordbruksmark.